# Kathryn McGuire
Pour les articles homonymes, voir McGuire.
Kathryn McGuire (6 décembre 1903 - 10 octobre 1978) est une actrice et une danseuse américaine de l'ère du cinéma muet.

## Enfance et débuts
Née à Peoria dans l'Illinois, elle fut sélectionnée parmi les WAMPAS Baby Stars en 1922, elle venait d'une famille sans aucun lien avec la profession.
Alors qu'elle était encore très jeune, Kathryn et sa famille partirent pour Aurora (Illinois) puis Chicago. Kathryn reçut une formation au Jennings Seminary d'Aurora, et resta dans l'établissement après le départ de ses parents pour une autre ville. Après son diplôme à 14 ans, ses parents l'emmenèrent en Californie.
Intéressée par la danse, Kathryn prit des cours auprès des maîtres de ballets dès son arrivée en Californie. Cette passion demeurera puisqu'elle continuera à la pratiquer même après le début de sa carrière d'actrice.

## Carrière
Alors étudiante à l'Hollywood High School, elle participa à un spectacle à l'hôtel Maryland de Pasadena. Parmi les spectateurs se trouvait Thomas H. Ince, qui lui offrit aussitôt un numéro solo dans une de ses productions. Ses talents de danseuse lui permirent ensuite de travailler pour les studios Universal et Mack Sennett. C'est ce dernier qui prit conscience de ses capacités d'actrice dans une comédie qu'il produisait.
Son premier vrai rôle est celui de l'unique fille dans The Silent Call (1921) mais elle est surtout connue pour ses deux films avec Buster Keaton : Sherlock Junior et La Croisière du Navigator (tous deux de 1924). 
En 1930, sa carrière à l'écran prit fin.  
Kathryn épousa George Landy, le mariage dura jusqu'à la mort de celui-ci.
Kathryn McGuire est morte d'un cancer en 1978 à Los Angeles, Californie.

## Filmographie partielle
- 1921 : Hurle à la mort (The Silent Call) de Laurence Trimble
- 1921 : Playing with Fire} de Dallas M. Fitzgerald
- 1922 : Fiancé malgré lui (The Crossroads of New York) de F. Richard Jones
- 1923 : The Printer's Devil de William Beaudine
- 1923 : La Victoire mutilée (The Woman of Bronze), (ou La Rivale) de King Vidor
- 1923 : La Flamme de la vie (The Flame of Life) de Hobart Henley
- 1924 : La Croisière du Navigator (The Navigator), de Buster Keaton et Donald Crisp
- 1924 : Sherlock Junior (Sherlock, Jr.), de Buster Keaton et John G. Blystone
- 1928 : There It Is de Harold L. Muller
- 1929 : Mademoiselle et son chauffeur (Children of the Ritz) de John Francis Dillon
- 1929 : Synthetic Sin de William A. Seiter